# Polen-Rundfahrt 2008
Die 65. Polen-Rundfahrt wurde vom 14. bis 20. September 2008 in sieben Etappen über eine Distanz von 1076,4 km ausgetragen. Geplant war eine Länge von 1258,6 km, jedoch mussten diverse Etappen aufgrund schlechten Wetters verkürzt werden. Das Rad-Etappenrennen war Teil der UCI ProTour 2008.
Gesamtsieger wurde Jens Voigt. Der Vorjahressieger war Johan Vansummeren.
Die Polen-Rundfahrt 2008 startete, genau wie 2007, mit einem kurzen Mannschaftszeitfahren in der Hauptstadt Warschau. Die nächsten Etappen führten durch den Nordosten Polens. Danach ging es in Richtung Süden, dort befinden sich die Mittelgebirge Polens. Die Rundfahrt endete zum ersten Mal in Krakau. Bei den vorherigen Austragungen war Karpacz neun Mal in Folge der Schlussort der Rundfahrt. Drei Etappen wiesen eine Distanz von mehr als 230 Kilometern auf.
Die Polen-Rundfahrt feierte ihr 80-jähriges Bestehen.
Die Rundfahrt wurde durch ständige Unwetter beeinträchtigt: So musste die sechste Etappe, die Königsetappe, um fast die Hälfte der geplanten Strecke auf 118 km verkürzt werden. Die letzte Etappe wurde um rund ein Drittel auf 95,4 km verkürzt. Die vierte Etappe, die aufgrund starker Regenfälle ohnehin um 40 km verkürzt, wurde von den Fahrern vorzeitig beendet. Die Etappe endete auf einem diverse Male zu durchfahrenden Rundkurs in Lublin, dessen Befahrung als zu riskant eingestuft wurde.
Es nahmen alle 18 ProTeams sowie eine Auswahl bestehend aus Fahrern der polnischen Continental Teams DHL-Author, CCC Polsat-Polkowice, Legia und Kalev Sport teil.

## Etappen
| Etappe    | Tag           | Start–Ziel                             | km          | Etappensieger      | Gesamtwertung          |
| --------- | ------------- | -------------------------------------- | ----------- | ------------------ | ---------------------- |
| 1. Etappe | 14. September | Warschau                               | 04,0        | Team CSC-Saxo Bank | Lars Bak               |
| 2. Etappe | 15. September | Płock–Olsztyn                          | 231,2       | Allan Davis        | Murilo Fischer         |
| 3. Etappe | 16. September | Mikołajki–Białystok                    | 184,8       | Angelo Furlan      | Allan Davis            |
| 4. Etappe | 17. September | Bielsk Podlaski Siemiatycze–Lublin     | 243,6 203,3 | vorzeitig beendet  | Allan Davis            |
| 5. Etappe | 18. September | Nałęczów–Rzeszów                       | 239,7       | Jürgen Roelandts   | José Joaquín Rojas Gil |
| 6. Etappe | 19. September | Krynica-Zdrój Piwniczna-Zdrój–Zakopane | 201,7 118,0 | Jens Voigt         | Jens Voigt             |
| 7. Etappe | 20. September | Rabka-Zdrój Wadowice–Krakau            | 153,6 095,4 | Robert Förster     | Jens Voigt             |

## Wertungen im Tourverlauf
Die Tabelle zeigt den Führenden in der jeweiligen Wertung nach der jeweiligen Etappe an.
| Etappe | Gesamtwertung                | Zwischensprintwertung | Bergwertung                  | Punktwertung            | Teamwertung        |
| ------ | ---------------------------- | --------------------- | ---------------------------- | ----------------------- | ------------------ |
| 1.     | Lars Bak (SAX)               | Paul Martens (RAB)    | José Joaquín Rojas Gil (CEP) | Franco Pellizotti (LIQ) | Team CSC-Saxo Bank |
| 2.     | Murilo Fischer (LIQ)         | Andoni Lafuente (EUS) | Łukasz Bodnar (DHL)          | Allan Davis (QST)       | Team CSC-Saxo Bank |
| 3.     | Allan Davis (QST)            | Andoni Lafuente (EUS) | Marcin Sapa (DHL)            | Allan Davis (QST)       | Team CSC-Saxo Bank |
| 4.     | Allan Davis (QST)            | Andoni Lafuente (EUS) | Marcin Sapa (DHL)            | Allan Davis (QST)       | Team CSC-Saxo Bank |
| 5.     | José Joaquín Rojas Gil (CEP) | Marcin Sapa (DHL)     | Marco Bandiera (LAM)         | Allan Davis (QST)       | Team CSC-Saxo Bank |
| 6.     | Jens Voigt (CSC)             | Marcin Sapa (DHL)     | Tony Martin (HTC)            | Allan Davis (QST)       | Team CSC-Saxo Bank |
| 7.     | Jens Voigt (CSC)             | Marcin Sapa (DHL)     | Jens Voigt (CSC)             | Allan Davis (QST)       | Team CSC-Saxo Bank |